# 保险商实验室
保险商实验室（英語：Underwriters Laboratories Inc）是一家獨立的產品安全認證機構，於1894年成立，總公司在美國的伊利諾州。UL主要的業務是產品安全，也建立許多產品、原料、零件、工具及設備等的標準及測試程序。

## 分公司

### 台灣
UL台灣，成立於1988年，是UL美國總部第一個在海外設置的授權實驗室。因應UL全球組織營運成長，UL台灣於2007年1月1日正式併入UL於荷蘭成立的全新事業體 - UL International Services BV（ULISBV），成為其旗下子公司。ULISBV擁有UL的完全授權，可代表UL執行包括產品認證、管理系統註冊等所有相關工作。
目前UL台灣的服務據點於台北北投，擁有試檢驗設備及實驗室，可提供檢測服務。

### 中國大陸
UL美華認證有限公司由UL和中國檢驗認證（集團）有限公司（原中國進出口商品檢驗總公司）合資，於2003年在江蘇蘇州成立。營運總部位於上海，於蘇州和北京設有實驗室，在上海、蘇州、廣州、陕西和北京設有客戶服務分部。

### 香港
UL安全檢定國際有限公司（簡稱香港UL）是UL於1988年在香港設立的全資附屬機構，擁有200名員工及實驗室設備。服務範疇包括安全檢測及認證，國際性管理系統註冊，有害物質之測試及監控，效能測試與商品檢查等。